# Moyon-Villages
Moyon-Villages es una comuna nueva francesa situada en el departamento de Mancha, de la región de Normandía.

## Historia
Fue creada el 1 de enero de 2016, en aplicación de una resolución del prefecto de Mancha de 28 de noviembre de 2015 con la unión de las comunas de Chevry, Le Mesnil-Opac y Moyon, pasando a estar el ayuntamiento en la antigua comuna de Moyon.

## Demografía
| Gráfica de evolución demográfica de Moyon-Villages entre 1800 y 2013 |
|                                                                      |

Los datos entre 1800 y 2013 son el resultado de sumar los parciales de las tres comunas que forman la nueva comuna de Moyon-Villages, cuyos datos se han cogido de 1800 a 1999, para las comunas de Chevry, Le Mesnil-Opac Moyon de la página francesa EHESS/Cassini. Los demás datos se han cogido de la página del INSEE.

## Composición
| Comuna delegada | Código INSEE | Población (2013) | Superficie (km²) | Densidad (hab./km²) |
| --------------- | ------------ | ---------------- | ---------------- | ------------------- |
| Chevry          | 50134        | 110              | 3.62             | 30                  |
| Le Mesnil-Opac  | 50316        | 268              | 5.58             | 48                  |
| Moyon           | 50363        | 1132             | 23.74            | 48                  |